# François Xavier Nguyễn Văn Thuận
François Xavier Nguyễn Văn Thuận ([ŋʷjə̌ˀn van tʰwə̂ˀn], także Phanxicô Xaviê Nguyễn Văn Thuận, ur. 17 kwietnia 1928 w Huế, zm. 16 września 2002 w Rzymie) – wietnamski duchowny katolicki, arcybiskup koadiutor Ho Chi Minh, wysoki urzędnik Kurii Rzymskiej, Czcigodny Sługa Boży, kardynał.

## Życiorys
Pochodził ze znanej rodziny przywódców wietnamskich. Jednym z jego stryjów był prezydent Ngô Đình Diệm, obalony i zamordowany w 1963, innym – arcybiskup Pierre Martin Ngô Đình Thục, jeden z pierwszych biskupów wietnamskich, związany później z ruchem sedewakantystycznym (konsekrował samozwańczego papieża Grzegorza XVII). Kilku członków rodziny poniosło śmierć, odmawiając odstąpienia od wiary katolickiej po dojściu do władzy komunistów.
Kształcił się w seminarium w Huế i tam też przyjął święcenia kapłańskie 11 czerwca 1953. Przez dwa lata pracował w Huế jako duszpasterz, następnie wyjechał do Rzymu na uzupełniające studia, uwieńczone doktoratem z prawa kanonicznego. W 1959 powrócił do Wietnamu, był wykładowcą i rektorem seminarium w Nha Trang, wikariuszem generalnym tej diecezji, wreszcie biskupem. Nominację na biskupa Nha Trang otrzymał 13 kwietnia 1967, sakry udzielił mu 4 czerwca 1967 w Huế arcybiskup Angelo Palmas, delegat apostolski w Wietnamie. W kwietniu 1975 został promowany na arcybiskupa tytularnego i mianowany koadiutorem Ho Chi Minh; na czele archidiecezji stał wówczas Paul Nguyễn Văn Bình. Arcybiskup Nguyễn Văn Thuận nie objął swoich nowych obowiązków, już w 1975 został uwięziony przez władze komunistyczne. Przebywał w więzieniu bez procesu i wyroku 13 lat, w tym 9 lat w odosobnieniu.
Został zwolniony 21 listopada 1988, z obowiązkiem zamieszkania w rezydencji arcybiskupiej w Hanoi i zakazem udania się do Ho Chi Minh. W 1991, kiedy przebywał z wizytą w Rzymie, władze wietnamskie uznały go za persona non grata i uniemożliwiły powrót. Arcybiskup pozostał w Rzymie, w 1992 został członkiem Międzynarodowej Katolickiej Komisji ds. Imigracji z siedzibą w Genewie; w listopadzie 1994 zrezygnował z godności koadiutora Ho Chi Minh i został mianowany przez Jana Pawła II wiceprezydentem Papieskiej Komisji Iustitia et Pax. Po przejściu w stan spoczynku kardynała Etchegaraya został prezydentem tej komisji (czerwiec 1998). Brał udział w sesjach Światowego Synodu Biskupów w Watykanie, m.in. w sesji specjalnej poświęconej Kościołowi w Azji (kwiecień – maj 1998). W marcu 2000 głosił rekolekcje wielkopostne dla papieża i Kurii Rzymskiej.
W lutym 2001 Jan Paweł II wyniósł go do godności kardynalskiej, nadając diakonię Santa Maria della Scala. Krótko po nominacji władze państwowe Wietnamu zezwoliły kardynałowi na wizytę w kraju. Nguyễn Văn Thuận zmarł we wrześniu 2002 i został pochowany na cmentarzu Campo Verano w Rzymie.

## Proces beatyfikacyjny
16 września 2007, w 5. rocznicę jego śmierci, Kościół katolicki rozpoczął proces beatyfikacyjny kardynała Nguyễna. Benedykt XVI wyraził swoją „głęboką radość” otwierając proces.
Ponadto w encyklice Spe salvi papież przedstawił historię życia kardynała, zwłaszcza historię jego więziennej izolacji oraz jego publikacje jako dowody na znaczenie modlitwy w kszałtowaniu cnoty nadziei.
4 maja 2017 papież Franciszek promulgował dekret o heroiczności cnót kardynała Nguyên Van Thuân.

## Książki
Pozycje autorstwa kardynała:
- Modlitwy nadziei, wyd. pol. 2007
- Droga nadziei, wyd. pol. 2002
- Świadkowie nadziei. Rekolekcje watykańskie
- Pięć chlebów i dwie ryby, wyd. pol. 2006